# جوایز موسیقی ویدئوی ام‌تی‌وی
جوایز موسیقی ویدئوی ام‌تی‌وی (انگلیسی: MTV Video Music Awards؛ که به اختصار به آن وی‌ام‌اِیز (VMAs) نیز می‌گویند) یکی از مراسم اهدای جوایز است که متعلق به شبکهٔ ام‌تی‌وی می‌باشد که در آن بهترین‌های موزیک ویدئوها معرفی می‌شوند. اولین مراسم اهدای جوایز در انتهای تابستان سال ۱۹۸۴ و ۲ سال بعد از تأسیس شبکهٔ ام‌تی‌وی برگزار شد و در اصل این مراسم جایگزین مراسم اهدای جوایز گرمی شد (در رده ویدئو). مراسم اهدای جوایز موزیک ویدئوی ام‌تی‌وی اغلب به اسم مراسم اسکار برای جوانان شناخته می‌شود. این مراسم در سال ۲۰۰۶ به مراسمی پر طرفدار تبدیل شد. این مراسم هر ساله برگزار می‌شود و به‌طور مستقیم از شبکه ام‌تی‌وی پخش می‌شود. جایزهٔ داده شده به برنده، یک مجسمهٔ فضانورد است. شکل این جایزه نزدیک‌ترین بیان از شبکه ام‌تی‌وی است. برنامه‌های گذشته این مراسم در شهرهای نیویورک، لس آنجلس، میامی و لاس وگاس برگزار شده‌اند.
واشینگتن پست و هاف‌پست عقیده داشتند که اعتبار و آوازهٔ مراسم تا سال ۲۰۱۹ کاهش یافته است. هاف‌پست دلایلی مانند عدم علاقه (کاهش تماشاگران و بینندگان: در سال ۲۰۱۹ رتبه‌بندی‌ها برای سومین سال متوالی به پایین‌ترین حد خود رسید)، عدم تنوع موسیقی، فقدان سلبریتی، عدم مقبولیت افراد، و دسترسی به موسیقی آنلاین باعث کاهش اعتبار مراسم شد. واشنیگتن پست می‌گوید: «لحظه‌ای که وی‌ام‌اِیز دیگر اهمیتی نداشت، ممکن است در سال ۲۰۱۴ اتفاق افتاد که دریک برای دریافت جایزه به خود زحمتی نداد. یا شاید حتی زودتر از آن هم بود». ام‌تی‌وی همچنین به دلیل اختصاص بیشتر زمان پخش در خارج از وی‌ام به نمایش‌های واقعیت و درام با انتقاداتی روبرو شده است.

## جایزه موزیک ویدئوی مایکل جکسون
جایزهٔ ویدئوی طلایه‌دار مایکل جکسون که با نام‌های جایزهٔ ویدئوی طلایه‌دار، جایزهٔ ویدئوی پیشگام یا جایزهٔ یک عمر موفقیت هنری نیز شناخته می‌شود، جایزه‌ای است که به کسی که دارای عمیق‌ترین تأثیر بر روی رشد و معروفیت شبکهٔ ام‌تی‌وی است داده می‌شود. تاکنون ۲۷ عدد از این جایزه در ۱۸ سال متفاوت به هنرمندن تأثیرگذار اهدا شده است.
این جایزه که ابتدا در سال ۱۹۸۴ اهدا شد، در سال ۱۹۹۱ به دلیل تأثیر بسیار مایکل جکسون در به محبوبیت رسیدن شبکهٔ ام‌تی‌وی، به نام او تغییر یافت اما در سال ۲۰۰۳ و با طرح دومین اتهامات کودک‌آزاری علیه او، نام مایکل جکسون از این جایزه برداشته شد اما در سال ۲۰۱۱ و ۲ سال بعد از درگذشت مایکل جکسون، نام او دوباره به این جایزه اضافه شد.
در سال ۲۰۱۱ نیز بریتنی اسپیرز جایزه موزیک ویدئو مایکل جکسون را دریافت کرد.

## تاریخ و برندگان دوره‌های گذشته
| سال  | روز        | سالن                        | شهر میزبان        | مجری                                                       | برندهٔ ویدئوی سال                                               |
| ---- | ---------- | --------------------------- | ----------------- | ---------------------------------------------------------- | -------------------------------------------------------------- |
| ۱۹۸۴ | ۱۴ سپتامبر | ریدیو سیتی میوزیک           | نیویورک           | دن آیکروید و بتی میدلر                                     | «ممکن است فکر کنید» از دِ کارز                                  |
| ۱۹۸۵ | ۱۳ سپتامبر | ریدیو سیتی میوزیک           | نیویورک           | ادی مورفی                                                  | «پسران تابستان» از دان هنلی                                    |
| ۱۹۸۶ | ۵ سپتامبر  | دِ پالادیم، آمفی تئاتر گیبسن | نیویورک، لس آنجلس | جولی براون، مارک گودمن، آلن هانتر، مارتا کویین و ویزل زاپا | «پول برای هیچ» از دایر استریتس                                 |
| ۱۹۸۷ | ۱۱ سپتامبر | آمفی تئاتر گیبسن            | لس آنجلس          | جولی براون، کارولین هلدمن، ویزل زاپا و کوین شیل            | «پتک» از پیتر گابریل                                           |
| ۱۹۸۸ | ۷ سپتامبر  | آمفی تئاتر گیبسن            | لس آنجلس          | آرسنیو هال                                                 | «امشب می‌خواهمت» از آی.ان. ایکس. اس                             |
| ۱۹۸۹ | ۶ سپتامبر  | آمفی تئاتر گیبسن            | لس آنجلس          | آرسنیو هال                                                 | «این یادداشت‌های برای تو» از نیل یانگ                           |
| ۱۹۹۰ | ۶ سپتامبر  | آمفی تئاتر گیبسن            | لس آنجلس          | آرسنیو هال                                                 | «هیچ چیز مثل تو نیست» از شینید اوکانر                          |
| ۱۹۹۱ | ۵ سپتامبر  | آمفی تئاتر گیبسن            | لس آنجلس          | آرسنیو هال                                                 | «باختن مذهبم» از آر. ئی. ام.                                   |
| ۱۹۹۲ | ۹ سپتامبر  | پاولی پاویلین یوسی‌ال‌ای      | لس آنجلس          | دانا کروی                                                  | «همین الان» از ون هلن                                          |
| ۱۹۹۳ | ۲ سپتامبر  | آمفی تئاتر گیبسن            | لس آنجلس          | کریستین اسلیتر                                             | «جرمی» از پیرل جم                                              |
| ۱۹۹۴ | ۸ سپتامبر  | ریدیو سیتی میوزیک           | نیویورک           | روزین بار                                                  | «کرایین» از اروسمیث                                            |
| ۱۹۹۵ | ۷ سپتامبر  | ریدیو سیتی میوزیک           | نیویورک           | دنیس میلر                                                  | «ابشارها» از تی.ال. سی                                         |
| ۱۹۹۶ | ۴ سپتامبر  | ریدیو سیتی میوزیک           | نیویورک           | دنیس میلر                                                  | «امشب امشب» از اسمشینگ پامپکینز                                |
| ۱۹۹۷ | ۴ سپتامبر  | ریدیو سیتی میوزیک           | نیویورک           | کریس راک                                                   | «دیوانگی مجازی» از جمیروکوای                                   |
| ۱۹۹۸ | ۱۰ سپتامبر | آمفی تئاتر گیبسن            | لس آنجلس          | بن استیلر                                                  | «پرتو نور» از مدونا                                            |
| ۱۹۹۹ | ۹ سپتامبر  | سالن اپرای متروپولیتن       | نیویورک           | کریس راک                                                   | «دو ووپ» از لارین هیل                                          |
| ۲۰۰۰ | ۷ سپتامبر  | ریدیو سیتی میوزیک           | نیویورک           | مارلون ولیانز و شاون وایانز                                | «اسلیم شیدی واقعی» از امینم                                    |
| ۲۰۰۱ | ۶ سپتامبر  | سالن اپرای متروپولیتن       | نیویورک           | جیمی فاکس                                                  | «بانو مارمالاد» از کریستینا آگیلرا، لیل کیم، میا هریسون و پینک |
| ۲۰۰۲ | ۲۹ اوت     | ریدیو سیتی میوزیک           | نیویورک           | جیمی فالن                                                  | «بدون من» از امینم                                             |
| ۲۰۰۳ | ۲۸ اوت     | ریدیو سیتی میوزیک           | نیویورک           | کریس راک                                                   | «Work It» از میسی الیوت                                        |
| ۲۰۰۴ | ۲۹ اوت     | امریکان ایرلاینز            | میامی             | بدون مجری                                                  | «هی یا!» از اوت کست                                            |
| ۲۰۰۵ | ۲۸ اوت     | امریکان ایرلاینز            | میامی             | شان کامبز                                                  | «بلوار رویاهای شکسته» از گرین دی                               |
| ۲۰۰۶ | ۳۱ اوت     | ریدیو سیتی میوزیک           | نیویورک           | جک بلک                                                     | «من گناهان را می‌نویسم نه تراژدی‌ها را» از پنیک ات د دیسکو       |
| ۲۰۰۷ | ۹ سپتامبر  | پالمز کازینو رسورت          | لاس وگاس          | بدون مجری                                                  | «چتر» از ریانا به همراهی جی-زی                                 |
| ۲۰۰۸ | ۷ سپتامبر  | پارامونت استودیوز           | لس آنجلس          | راسل براند                                                 | تکه‌ای از من از بریتنی اسپیرز                                   |
| ۲۰۰۹ | ۱۳ سپتامبر | ریدیو سیتی میوزیک           | نیویورک           | راسل براند                                                 | «بانوهای مجرد» از بیانسه                                       |
| ۲۰۱۰ | ۱۲ سپتامبر | تئاتر نوکیا                 | لس آنجلس          | چلسی هندلر                                                 | «داستان عاشقانه بد» از لیدی گاگا                               |
| ۲۰۱۱ | ۲۸ اوت     | تئاتر نوکیا                 | لس آنجلس          | بدون مجری                                                  | آتش‌بازی از کیتی پری                                            |
| ۲۰۱۲ | ۶ سپتامبر  | استیپلز سنتر                | لس آنجلس          | کوین هارت                                                  | «عشق را یافتیم» از ریانا با حضور کالوین هریس                   |
| ۲۰۱۳ | ۲۵ اوت     | بارکلیس سنتر                | نیویورک           | بدون مجری                                                  | «آینه‌ها» از جاستین تیمبرلیک                                    |
| ۲۰۱۴ | ۲۴ اوت     | د فورام                     | اینگل وود         | بدون مجری                                                  | «توپ مخرب» از «مایلی سایرس»                                    |
| ۲۰۱۵ | ۳۰ اوت     | تئاتر مایکروسافت            | لس آنجلس          | مایلی سایرس                                                | «دشمنی» از تیلور سوییفت                                        |

## رکوردهای وی‌ام‌ایز

### برندهٔ بیشترین جایزه در یک شب
- پیتر گابریل: ۱۰ جایزه

### بیشترین برندگان جایزه در تاریخ تأسیس ام‌تی‌وی
1. مدونا: ۲۰ جایزه
2. لیدی گاگا: ۱۸ جایزه
3. بیانسه: ۱۵ جایزه
4. امینم و آر.ای.ام.: ۱۲ جایزه
5. پیتر گابریل: ۱۲ الی ۱۳ جایزه

### جوان‌ترین برنده
- جاستین بیبر - ۱۶ سالگی